# Cadre-47/1-Europameisterschaft 1976

Logo CEB (ausrichtender Verband)

Veranstaltungsort: Duisburg

Die Cadre-47/1-Europameisterschaft 1976 war das 17. Turnier in dieser Disziplin des Karambolagebillards und fand vom 4. bis zum 7. Dezember 1975 im Ortsteil Walsum in Duisburg statt. Die Meisterschaft zählte zur Saison 1975/1976. Es war die vierte Cadre-47/1-Europameisterschaft in Deutschland.

## Geschichte
In einer sehr ausgeglichenen Europameisterschaft hatten vor der letzten Spielrunde noch vier Akteure die Chance auf den Titel. Die vier Erstplatzierten spielten gegeneinander. In sehr umkämpften Partien gewann Hans Vultink gegen Francis Connesson 300:283 in 19 Aufnahmen und Raymond Ceulemans gegen den Titelverteidiger Dieter Müller mit 300:285 in elf Aufnahmen. Damit hatte der beste Billardspieler der Welt auch in der letzten von ihm noch nicht gewonnenen Disziplin des Billardsports (außer im Billard Artistique) international einen Titel gewonnen.

## Turniermodus
Es wurde im Round Robin System bis 300 Punkte gespielt. Bei MP-Gleichstand wird in folgender Reihenfolge gewertet:
1. MP = Matchpunkte
2. GD = Generaldurchschnitt
3. HS = Höchstserie

## Abschlusstabelle
| MP    | Match Points (Sieger = 2; Unentschieden = 1; Verlierer = 0) |
| Pkte. | Erzielte Karambolagen                                       |
| Aufn. | Benötigte Versuche                                          |
| GD    | Generaldurchschnitt                                         |
| BED   | Bester Einzeldurchschnitt eines Spielers                    |
| HS    | Höchstserie                                                 |
|       | Bester GD des Turniers                                      |
|       | Bester ED des Turniers                                      |
|       | Beste HS des Turniers                                       |
|       | 1. Platz (Gold)                                             |
|       | 2. Platz (Silber)                                           |
|       | 3. Platz (Bronze)                                           |

| Platz                      | Name              | MP   | Pkte. | Aufn. | GD    | BED   | HS  |
| -------------------------- | ----------------- | ---- | ----- | ----- | ----- | ----- | --- |
| 1                          | Raymond Ceulemans | 12:2 | 2045  | 83    | 24,63 | 37,50 | 169 |
| 2                          | Francis Connesson | 10:4 | 2012  | 80    | 25,15 | 50,00 | 192 |
| 3                          | Hans Vultink      | 10:4 | 1718  | 81    | 21,20 | 30,00 | 169 |
| 4                          | Dieter Müller     | 8:6  | 1809  | 76    | 23,80 | 42,85 | 136 |
| 5                          | Franz Stenzel     | 8:6  | 1595  | 93    | 17,15 | 42,85 | 123 |
| 6                          | Hans Sundquest    | 4:10 | 1291  | 85    | 15,18 | 25,00 | 111 |
| 7                          | Klaus Hose        | 4:10 | 1467  | 113   | 12,98 | 17,64 | 106 |
| 8                          | Javier Arenaza    | 0:14 | 659   | 81    | 8,13  | –     | 41  |
| Turnierdurchschnitt: 18,20 |                   |      |       |       |       |       |     |